# Kunisowce
Kunisowce (ukr. Кунисівці) – wieś na Ukrainie w obwodzie iwanofrankiwskim, w rejonie horodeńskim.